# Каневоливо (Ла Специја)
Каневоливо је насеље у Италији у округу Ла Специја, региону Лигурија.
Према процени из 2011. у насељу је живело 457 становника. Насеље се налази на надморској висини од 70 м.